# دالی باستر
دالی باستر (انگلیسی: Dolly Buster؛ زاده ۲۳ اکتبر ۱۹۶۹) تهیه‌کننده، کارگردان، هنرپیشه، پدیدآور و بازیگر پیشین پورنوگرافی اهل جمهوری چک است.